# Matthew Dubourg
Pour les articles homonymes, voir Dubourg.
Matthew Dubourg est un violoniste et compositeur irlandais, né en 1703 et mort le 3 juillet 1767.

## Biographie
Il effectue ses premiers concerts pendant son enfance. À onze ans, le jeune Dubourg est l'élève de Francesco Geminiani, avant de travailler en tant que maître de concert de 1728 à 1752 à Dublin. Son titre officiel est maître et compositeur de musique officiel de Dublin. Il mène la vie musicale de la ville avec Geminiani qu'il a invité à le joindre. En 1752, il devient maître de la chapelle royale de Londres, poste qu'il occupe jusqu'à sa mort en 1767.
Lors d'un concert en 1742 sous la baguette du compositeur Georg Friedrich Haendel lui-même, on raconte cette anecdote : Dubourg joue une cadence, dans laquelle il dérive très loin du thème, formant des modulations complexes à partir de celui-ci. Lorsqu'il reprend le thème original, Haendel lui dit : Vous êtes le bienvenu ici, M. Dubourg. Le 13 avril 1742, Dubourg dirige la première du Messie de Haendel avec seulement 16 chanteurs de chorale.

## Compositions
Dubourg a écrit aussi quelques œuvres qui sont surtout jouées en Grande-Bretagne. Une de ses passions était de modifier des thèmes irlandais célèbres dans le style baroque tardif. On peut citer notamment Variations of Druid Tunes (Variations sur le thème des Druides). Ses variations des sonates op. 5 d'Arcangelo Corelli sont également souvent jouées dans les reprises.